# 57号美国国道
57号美国国道（英語：U.S. Route 57）是一条南北方向的美国国道。该公路连接了墨西哥科阿韦拉州和德克萨斯州弗里奥县，全长98.1英里。